# Tweede Kamer der Staten-Generaal
De Tweede Kamer der Staten-Generaal, kortweg Tweede Kamer, vormt samen met de Eerste Kamer de Nederlandse Staten-Generaal, het hoogste staatsrechtelijke orgaan van volksvertegenwoordiging in het Koninkrijk. Belangrijkste bevoegdheden zijn de zeggenschap  over voorstellen van wetgeving die voor het hele Koninkrijk (Rijkswet) of voor Nederland gaat gelden, daaronder de begrotingshoofdstukken waarin de voorgenomen staatsuitgaven worden vastgelegd, en controle van de regering. Leden van de Tweede Kamer worden uiterlijk eens in de vier jaar gekozen door de kiesgerechtigde Nederlandse bevolking. De Tweede Kamer telt sinds 1956 150 zetels en de eerste zitting was op 21 september 1815. De basisregels zijn vastgelegd in de Grondwet. 
De Tweede Kamer kan wetsvoorstellen van de regering goed- of afkeuren, wijzigen en aanvullen en elk afzonderlijk lid kan zelf wetsvoorstellen ontwerpen en indienen, recht van initiatief genoemd. Tevens controleert de Tweede Kamer het regeringsbeleid. Ministers en staatssecretarissen kunnen ter verantwoording worden geroepen en moeten de Kamer alle relevante informatie geven waar om wordt gevraagd. Een minister heeft geen juridische middelen om de Tweede Kamer te dwingen een wetsvoorstel in behandeling te nemen.
In de Tweede Kamer kunnen regeringscoalities worden gevormd, groepen (fracties) van Kamerleden die onderling afspreken een kabinet onder bepaalde voorwaarden hun vertrouwen te zullen geven, vaak in combinatie met het leveren van bewindslieden. Een minister of kabinet blijft niet aan zonder het vertrouwen te genieten van een meerderheid in de Tweede Kamer, maar dit is geen vastgelegde regelgeving; in de jaren zestig van de negentiende eeuw heeft zich dit proces ontwikkeld.

## Geschiedenis vanaf 1814
Van 1814 tot 1815 bestond de Staten-Generaal uit één Kamer van 55 leden die per provincie gekozen zouden worden door de Provinciale Staten. Deze eerste keer vond de benoeming plaats door Willem I. Deze Kamer kwam voor het eerst samen op 2 mei 1814, voor het laatst op 7 augustus 1815. Hierna kwam van 8 tot 19 augustus 1815 de Staten-Generaal 'in dubbelen getale' bijeen om de Grondwetswijziging te behandelen als gevolg van de samenvoeging van de noordelijke en zuidelijke Nederlanden. Toen werd ook besloten tot een tweekamerstelsel. Daarbij werd de Tweede Kamer verkozen door de Provinciale Staten (de Eerste Kamer werd benoemd door de Koning).
De eerste zitting van de Tweede Kamer was op 21 september 1815, nadat onder de Bataafse Republiek al eerder korte tijd een Tweede Kamer had bestaan. In 1814 werden Kamerleden benoemd door de soeverein vorst Willem I, daarna getrapt door de leden van de Provinciale Staten en vanaf 1848 rechtstreeks door de mannelijke (welgestelde) burgers via een landelijke verkiezing in districten. In de decennia na 1848 werd het kiezerskorps langzamerhand uitgebreid tot in 1917 alle mannen vanaf 23 jaar kiesrecht kregen werd en in 1919 ook alle vrouwen van 25 jaar en ouder. Sinds de Grondwetswijziging van 1917 kent Nederland voor de Tweede Kamer een stelsel van evenredige vertegenwoordiging. Vanaf 1815 was het aantal leden 110, waarvan 55 uit het Noorden en 55 uit het Zuiden. Na 1840 nam het aantal leden toe van 58 leden tot uiteindelijk 100 in 1887 (zie ook Historische zetelverdeling Tweede Kamer).

## Macht en middelen

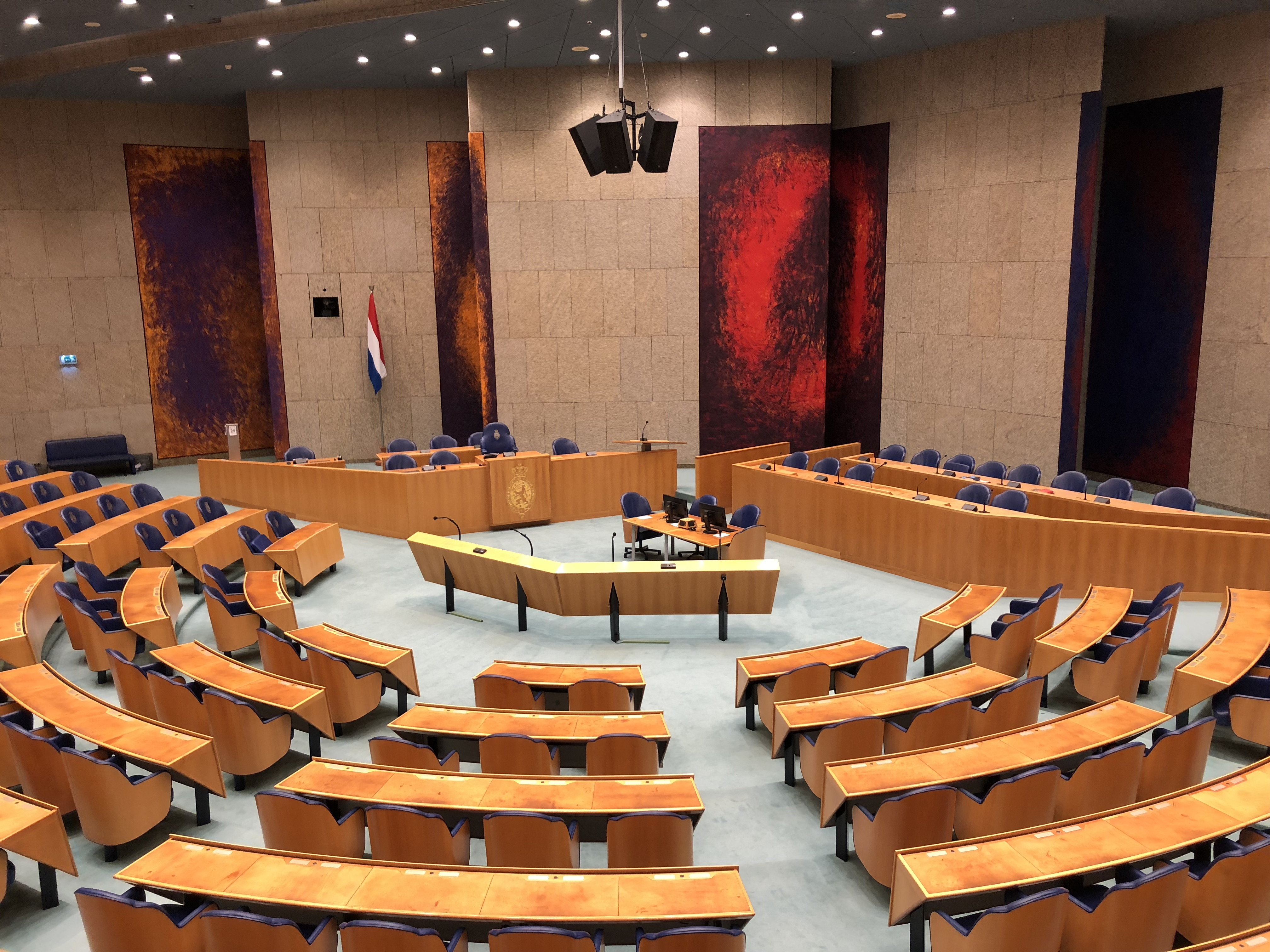
De plenaire zaal van de Tweede Kamer.

De Tweede Kamer heeft in hoofdzaak drie taken:
- medewetgeving (met de regering en de Eerste Kamer),
- controle op regeringsbeleid,
- vertegenwoordiging van de bevolking.

### Wetten maken
De Tweede Kamer is deel van de wetgevende macht in Nederland. Alle wetsvoorstellen moeten zowel door de Tweede als de Eerste Kamer worden goedgekeurd, met een gewone meerderheid: er moeten meer voorstemmen dan tegenstemmen zijn.
Voor wijzigingen in de Grondwet geldt een andere drempel. Daarover wordt in beide Kamers twee keer gestemd, met een verkiezing ertussen zodat twee Kamers met wisselende samenstelling zich over de wijziging kunnen uitspreken. Bovendien moet het voorstel bij de tweede stemming een meerderheid van ten minste twee derde (100 Tweede Kamerzetels, 50 Eerste Kamerzetels) hebben voordat de Grondwet definitief gewijzigd wordt.
Veel wetsvoorstellen worden ingediend door de ministers, namens de regering. Veel plannen voor wetsvoorstellen worden al vóór de kabinetsperiode vastgelegd in een regeerakkoord, hoewel dit nergens officieel is vastgelegd. Coalitiepartijen spreken in een akkoord af welke wetsvoorstellen ze in principe willen steunen: ze sluiten compromissen en ruilen onderling voorstellen uit. Daardoor weet een minister zich vaak vooraf al verzekerd van steun voor zijn of haar wetsvoorstellen.
De Tweede Kamer heeft ook het recht van initiatief: het recht om zelf wetsvoorstellen in te dienen. Zulke voorstellen zijn zeldzamer dan voorstellen vanuit het kabinet. Doorgaans gaat het jaarlijks om ongeveer 10-15 voorstellen. Zo zijn er in 2021-2023 steeds veertien initiatieven bij de Tweede Kamer aanhangig gemaakt. In 2024 waren het er slechts drie. Na advies door de afdeling advisering van de Raad van State en een schriftelijke ronde wordt het voorstel plenair behandeld. Het Tweede Kamerlid dat of de Tweede Kamerleden die het initiatief voorgesteld heeft of hebben, zitten dan in de plenaire zaal van de Kamer achter de regeringstafel in het zogeheten Vak K om hun wetsontwerp te verdedigen. Als het wetsvoorstel eenmaal door de Tweede Kamer is aangenomen, wordt het voorstel door de Tweede Kamer ingediend bij de Eerste Kamer. Meestal gaat er geruime tijd overheen voordat er door de Tweede Kamer over een wetsvoorstel wordt gestemd. Zo zijn van de in 2021 tot en met 2024 ingediende 45 voorstellen er negen aangenomen en vijf verworpen. Zo is bijvoorbeeld eind 2024 het initiatiefwetsvoorstel voor de Wet financiële defensieverplichtingen aangenomen door de Tweede Kamer. Dat voorstel verplicht tot het ten minste twee procent van het bruto binnenlands product besteden aan defensie. De rest van de wetsvoorstellen is op 1 januari 2025 nog aanhangig. Meestal wordt het voorstel ook in de Eerste Kamer verdedigd door de oorspronkelijke initiatiefnemers.
In andere landen is het recht van initiatief sterker uitgebouwd. In Denemarken bijvoorbeeld bestaan er zware Kamercommissies voor het voorbereiden en ontwerpen van wetsvoorstellen.
Een ander belangrijk recht bij de wetgeving is het recht van amendement, dat wil zeggen de mogelijkheid om wetsvoorstellen op onderdelen te wijzigen (zie: Nederlandse wet). Als een meerderheid van de Tweede Kamer een amendement steunt, dan wordt de verlangde wijziging aangebracht in het wetsvoorstel. Een minister die daar grote bezwaren tegen heeft, kan dreigen met het aanbieden van ontslag of met intrekking van het gehele wetsontwerp.

### Controleren van de regering
Om de regering te kunnen controleren, heeft de Tweede Kamer verschillende rechten en instrumenten. Een belangrijke bevoegdheid van de Tweede Kamer is het budgetrecht of recht van begroting. Dat is de mogelijkheid begrotingen van de ministeries goed en af te keuren en om ze te wijzigen. Vanaf 1814 had de Kamer een beperkt budgetrecht (eenmaal in de tien jaar; zonder recht van amendement). Vanaf 1840 gold dat recht voor twee jaar en vanaf 1848 kreeg de Kamer een jaarlijks budgetrecht.
Verder kan de Tweede Kamer gebruikmaken van het recht van interpellatie. In minder zwaarwegende kwesties kunnen ministers door Kamerleden aan de tand worden gevoeld tijdens het wekelijkse mondelinge vragenuurtje van de Tweede Kamer. Ook bestaat de mogelijkheid om schriftelijk Kamervragen te stellen, waarop de betrokken minister of staatssecretaris verplicht is te antwoorden.

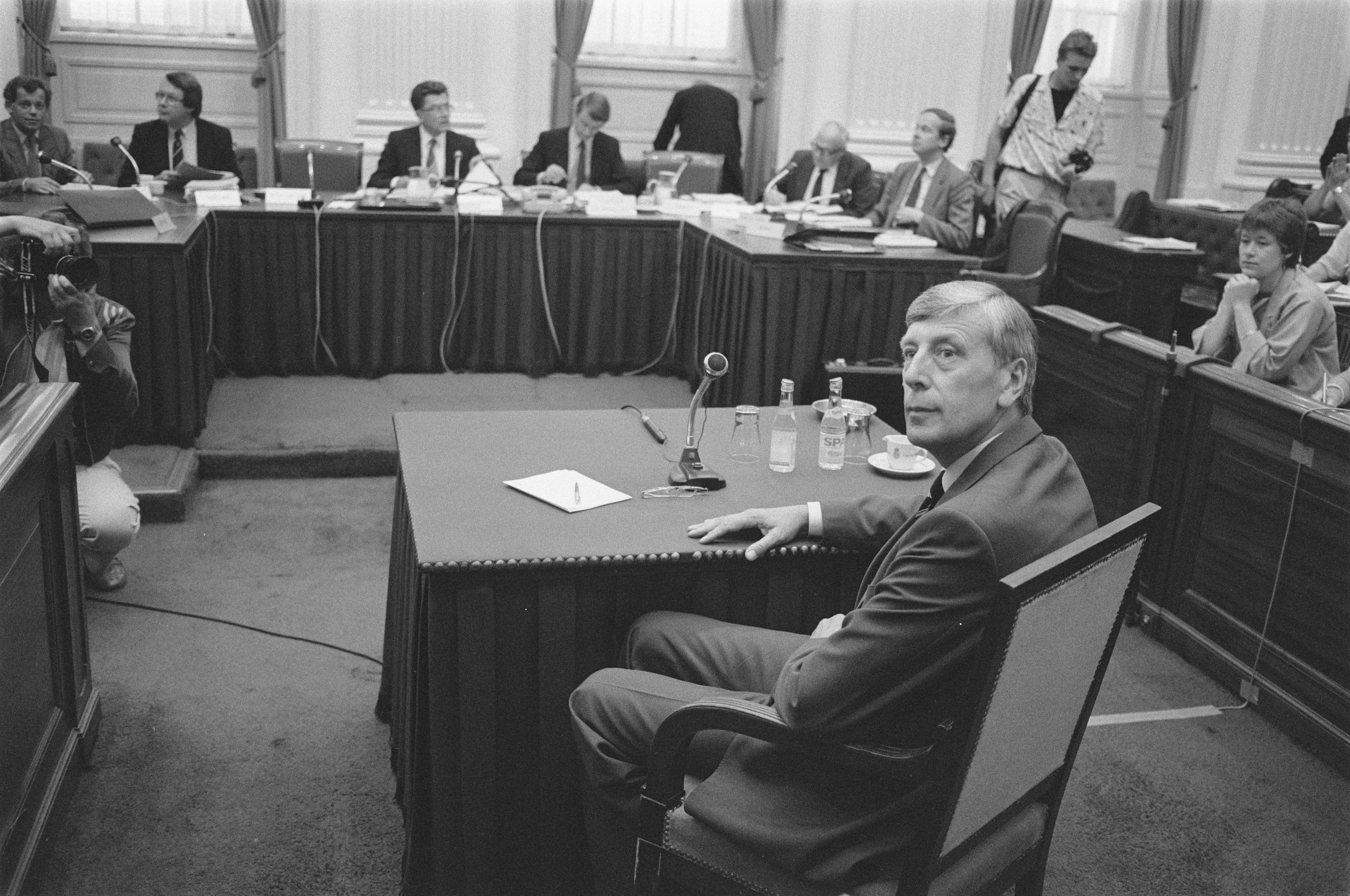
Een verhoor tijdens de parlementaire enquête naar de RSV-werf in 1984.

In sommige gevallen maakt de Tweede Kamer gebruik van het recht van enquête om zich te laten informeren. Dit gebeurt via een zogeheten parlementaire enquête. Een speciaal daarvoor benoemde tijdelijke commissie, samengesteld uit Tweede Kamerleden, onderzoekt dan in een bepaalde kwestie het regeringsbeleid tot op de bodem. Betrokkenen, van burgers tot ambtenaren tot leidinggeven uit het bedrijfsleven tot ministers, kunnen onder ede worden gehoord en formeel zelfs gegijzeld worden. Als achteraf blijkt dat zij hierbij niet te waarheid spreken, kunnen ze wegens meineed vervolgd worden.
Er zijn twee andere parlementaire onderzoeksvormen die kleiner van opzet zijn dan de parlementaire enquête. Een daarvan is het parlementair onderzoek, waarbij getuigen niet onder ede staan en getuigen ervoor kunnen kiezen niet op te komen dagen. De Kamer kan kiezen voor een parlementair onderzoek omdat het voornaamste doel van het onderzoek niet waarheidsvinding, maar het vergroten van het inzicht in een praktijk of misstand is. De andere onderzoeksvorm is de parlementaire ondervraging, vaak ook aangeduid als mini-enquête vanwege de kleinere opzet. Dit is een soort tussenvorm: er is geen uitgebreid dossieronderzoek, maar getuigen kunnen wél onder ede gehoord worden. Zo kan de Kamer bijvoorbeeld snel onderzoek doen, ook bij (politiek) gevoelige onderwerpen.
Het vragenrecht, budgetrecht, recht van interpellatie en recht van enquête vallen allen onder het recht op informatie van de Tweede Kamer. Het zijn middelen waarmee de Kamer aan informatie kan komen om zo het functioneren van de regering te beoordelen.
Een ander instrument van de Tweede Kamer is de zogenaamde motie. Jaarlijks worden enkele duizenden moties ingediend. In een motie spreekt de Tweede Kamer een mening uit, of zij vraagt hierin aan een minister of het hele kabinet om iets te doen of juist na te laten. Zo'n uitspraak weegt minder zwaar dan een amendement, omdat hij niet bindend is. Een minister kan een motie naast zich neerleggen. Een uitzondering is de motie van wantrouwen. Als een motie van wantrouwen door een meerderheid van de Kamer wordt aangenomen, dient de bewindspersoon of de bewindslieden op te stappen. Minder zwaar is de motie van afkeuring, die het handelen van een bewindspersoon veroordeelt en waarschuwt, maar niet tot opstappen dwingt. Een nog mildere vorm van de Kamer om ongenoegen uit te spreken is de motie van treurnis.

## Werkzaamheden

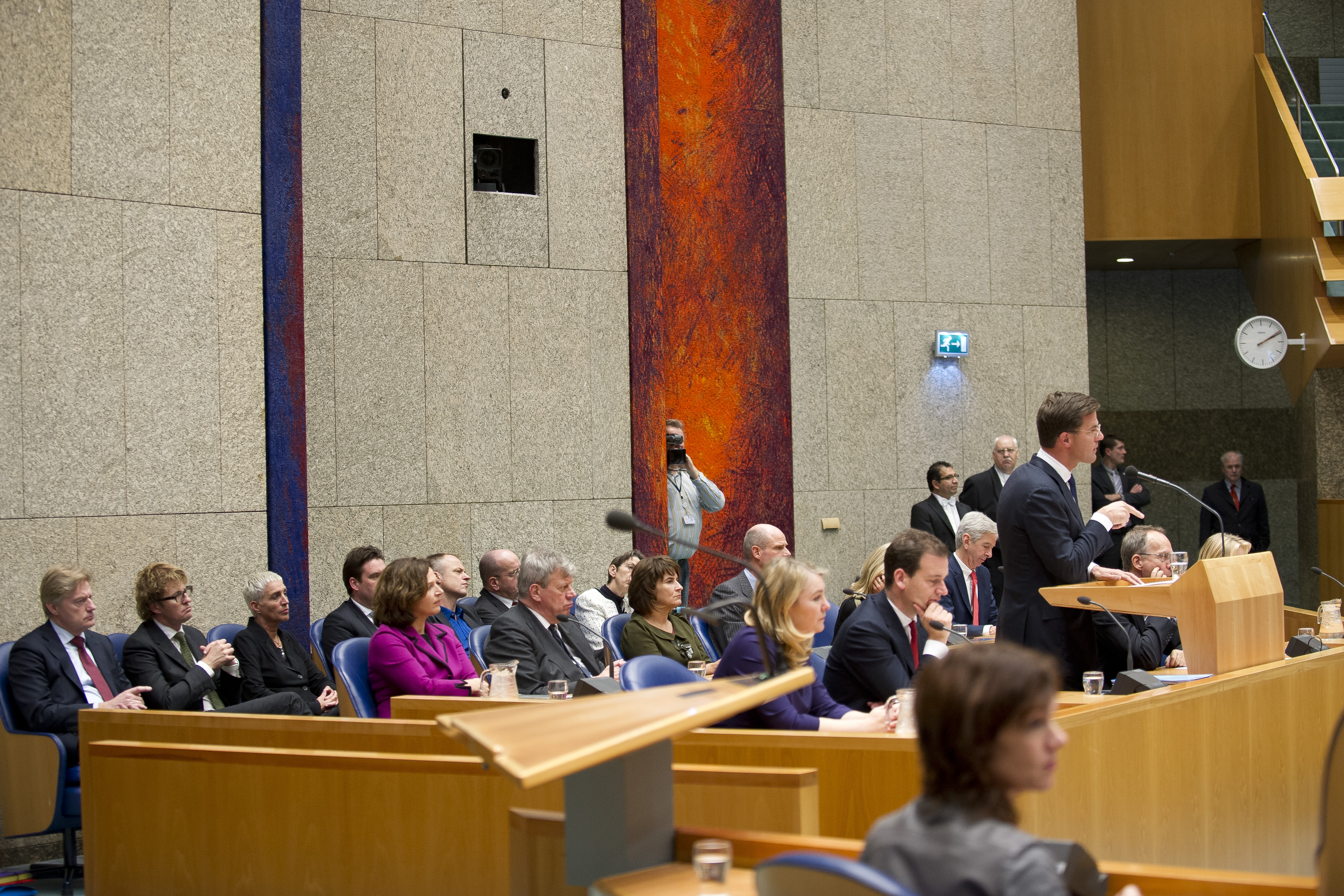
(Oud-)Premier Mark Rutte spreekt de Tweede Kamer toe tijdens het debat over de regeringsverklaring bij het aantreden van het kabinet-Rutte II in 2012. De bewindspersonen zitten achter hem, in Vak K.

De werkzaamheden van de Tweede Kamer worden geregeld in het Reglement van Orde van de Tweede Kamer. 
Het bekendste deel van de Tweede Kamer is de plenaire vergaderzaal. Hier vinden grote Kamerdebatten plaats, zoals de algemene politieke beschouwingen na Prinsjesdag en spoeddebatten over urgente kwesties. Ook het vragenuur wordt gehouden in de plenaire zaal.
Veel van het Kamerwerk speelt zich af buiten deze plenaire zaal, in de vaste Kamercommissies. Deze vinden plaats in de commissiezalen in het Kamergebouw. Zo bespreken Kamerleden de uitwerking van een wet soms in een Wetgevingsoverleg (WGO). In de commissies vinden ook de zogenoemde commissiedebatten plaats (tot 2021 onder de naam AO (de afkorting van 'Algemeen Overleg')), een vergadering van een Kamercommissie met een of meer bewindspersonen. En ook bestaat het 'tweeminutendebat', een kort plenair debat ter afronding van een commissiedebat van een Kamercommissie. Hier kunnen ook moties worden ingediend. Tot de wijziging van het reglement heette dit debat een VAO (de afkorting van 'Verslag Algemeen Overleg').
Sinds 1968 houdt de Kamer ook hoorzittingen, waarin deskundige of belanghebbende burgers inlichtingen kunnen verschaffen aan de Kamer of een van haar commissies.
Sinds 2006 kent de Kamer het burgerinitiatief. Kiesgerechtigden kunnen met 40.000 handtekeningen een onderwerp voordragen voor de Kameragenda. Dit onderwerp mag niet in strijd zijn met de Grondwet en mag niet de laatste twee jaar in de Kamer aan de orde zijn geweest. Sinds 1 januari 2008 kan de actie voor een burgerinitiatief ook op het internet worden gevoerd.

### Presidium en voorzitter

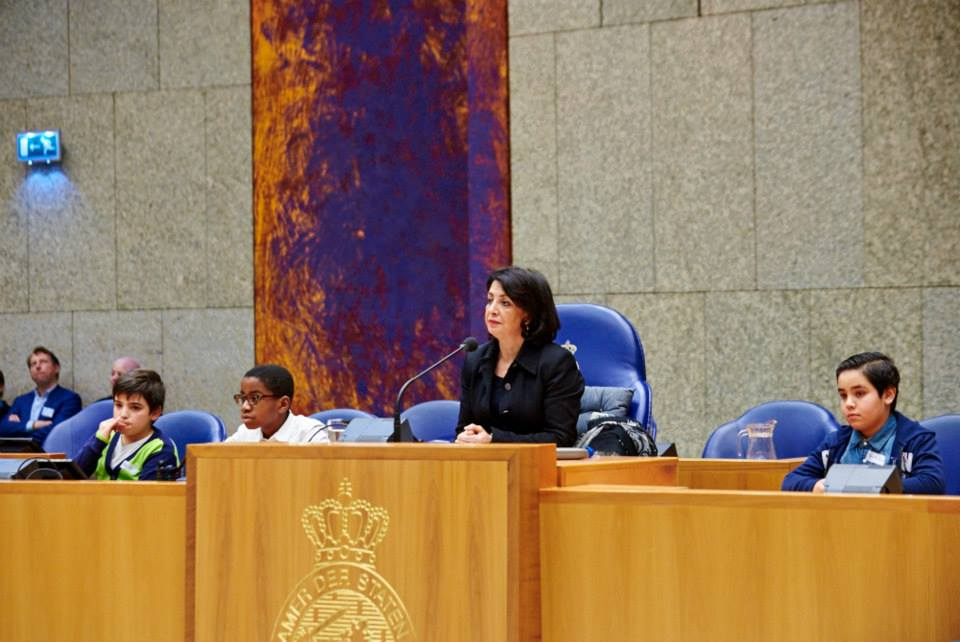
Khadija Arib op de voorzittersstoel van de Tweede Kamer tijdens de nieuweledendag van de PvdA in 2015.

De Tweede Kamer bestuurt zichzelf. Het dagelijks bestuur van de Tweede Kamer heet het presidium en bestaat geheel uit Tweede Kamerleden. Het staat onder leiding van de voorzitter, ook een Tweede Kamerlid. De voorzitter wordt gekozen door de Kamer, kort na de installatie van de nieuwe Tweede Kamer na verkiezingen (of eerder, bij tussentijds aftreden van de vorige voorzitter). Niet alle fracties zijn vertegenwoordigd in het presidium: kleinere fracties worden door één of meerdere Kamerleden van een grotere fractie vertegenwoordigd.
De voorzitter werd niet altijd direct gekozen door de Kamer. Vanaf de instelling van de Tweede Kamer in 1815 werd de voorzitter gekozen door de Kamer en benoemd door de Kroon. Aan het begin van ieder zittingsjaar stelde de Kamer een lijst met drie kandidaten samen. Deze lijst werd aangeboden aan de regering, die vervolgens een van de kandidaten benoemde. De drie kandidaten waren gerangschikt naar voorkeur van de Kamer. Zo stemde men eerst over de als eerste geplaatste, vervolgens over de als tweede geplaatste en ten slotte over de als derde geplaatste kandidaat. Per stemming was een absolute meerderheid van de aanwezige Kamerleden nodig om te worden verkozen. De benoeming door de Kroon was louter symbolisch, zonder uitzondering werd altijd de eerst geplaatste van de lijst benoemd. Mocht een voorzitter afwezig zijn, dan werden de honneurs waargenomen door het oudste aanwezige Kamerlid.
Met de uitbreiding van het presidium is hier verandering in gekomen. In de Grondwet van 1983 is opgenomen dat de Kamer zelf een voorzitter benoemt. Tevens is toen bepaald dat een voorzitter niet langer voor slechts één zittingsjaar zetelt, maar voor de gehele zittingsperiode van de Kamer.

### Presentie en stemmingen
Ook bij een plenaire vergadering zijn vaak alleen de Kamerleden met de desbetreffende specialisatie aanwezig (en verder de voorzitter en de desbetreffende bewindspersoon). De meeste stemmingen worden van tevoren gepland, zodat de leden tijdig weten wanneer ze allemaal aanwezig moeten zijn. In het geval van een ongeplande stemming laat de voorzitter vooraf in het hele gebouw een bel gaan, en geeft hij of zij de leden even de tijd om naar de zaal te komen. Bij stemmingen met handopsteken wordt de dubbele fictie gehanteerd dat alle leden aanwezig zijn, en dat de leden binnen een fractie hetzelfde stemmen. Over personen wordt schriftelijk gestemd, bijvoorbeeld bij de verkiezing van een nieuwe voorzitter of bij het opmaken van voordrachten voor leden van de Algemene Rekenkamer of de Hoge Raad.

Om te kunnen vergaderen, is een quorum vereist. Dit is het aantal aanwezige Kamerleden in het gebouw: 76 leden moeten hun handtekening op de presentielijst hebben gezet voor de voorzitter de vergadering kan openen. Als het aantal leden niet gehaald is, kan de vergadering niet beginnen. Ook voor een hoofdelijke stemming, waarbij niet per fractie maar per individueel Kamerlid wordt gestemd, is een quorum van 76 leden vereist.

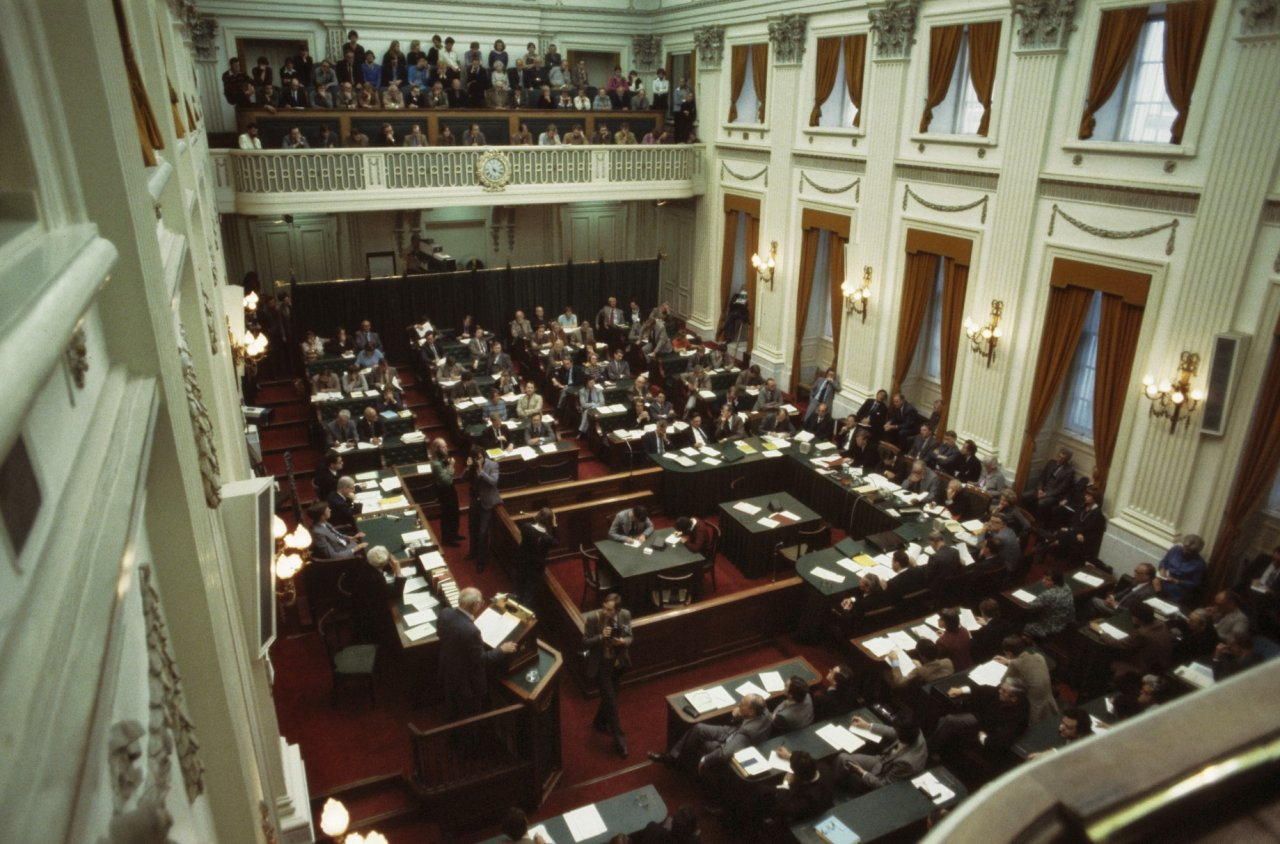
De oude vergaderzaal van de Tweede Kamer.

### Openbaarheid
Was een vergadering van de Tweede Kamer in 1814 aanvankelijk besloten, in de Grondwet van 1815 werd zij onder druk van Zuid-Nederlanders openbaar. In 1859 kwam er een perstribune in de vergaderzaal. In 1936 had het weekblad Het Leven de exclusieve primeur van de allereerste fotoreportage, gemaakt in de Kamer. Vanaf 1937 was het parlement ook voor andere fotografen toegankelijk.
De plenaire debatten worden rechtstreeks uitgezonden op televisie en via het internet. De teksten worden op internet gepubliceerd in de Handelingen (of: Plenaire Verslagen). De voorlopige versie staat binnen een dag op de website van de Tweede Kamer onder "Verslagen", de definitieve na drie tot vier weken op officielebekendmakingen.nl.

### Ambtelijke ondersteuning
Bij de Tweede Kamer werken enkele honderden ambtenaren die het Kamerwerk ondersteunen. Zij organiseren bijvoorbeeld de zalen voor vergaderingen en de Kameragenda. Voor het juridisch assisteren van Kamerleden en het voorbereiden van amendementen en initiatiefwetten is er het Bureau Wetgeving.

Een prominente ambtelijke functie in de Kamer is die van de griffier. De griffier zit in de Kamer rechts van de voorzitter (gezien vanuit de voorzitter), links zit het hoofd van de griffie. Een historisch overzicht van griffiers is opgenomen in de lijst van griffiers van de Tweede Kamer der Staten-Generaal.

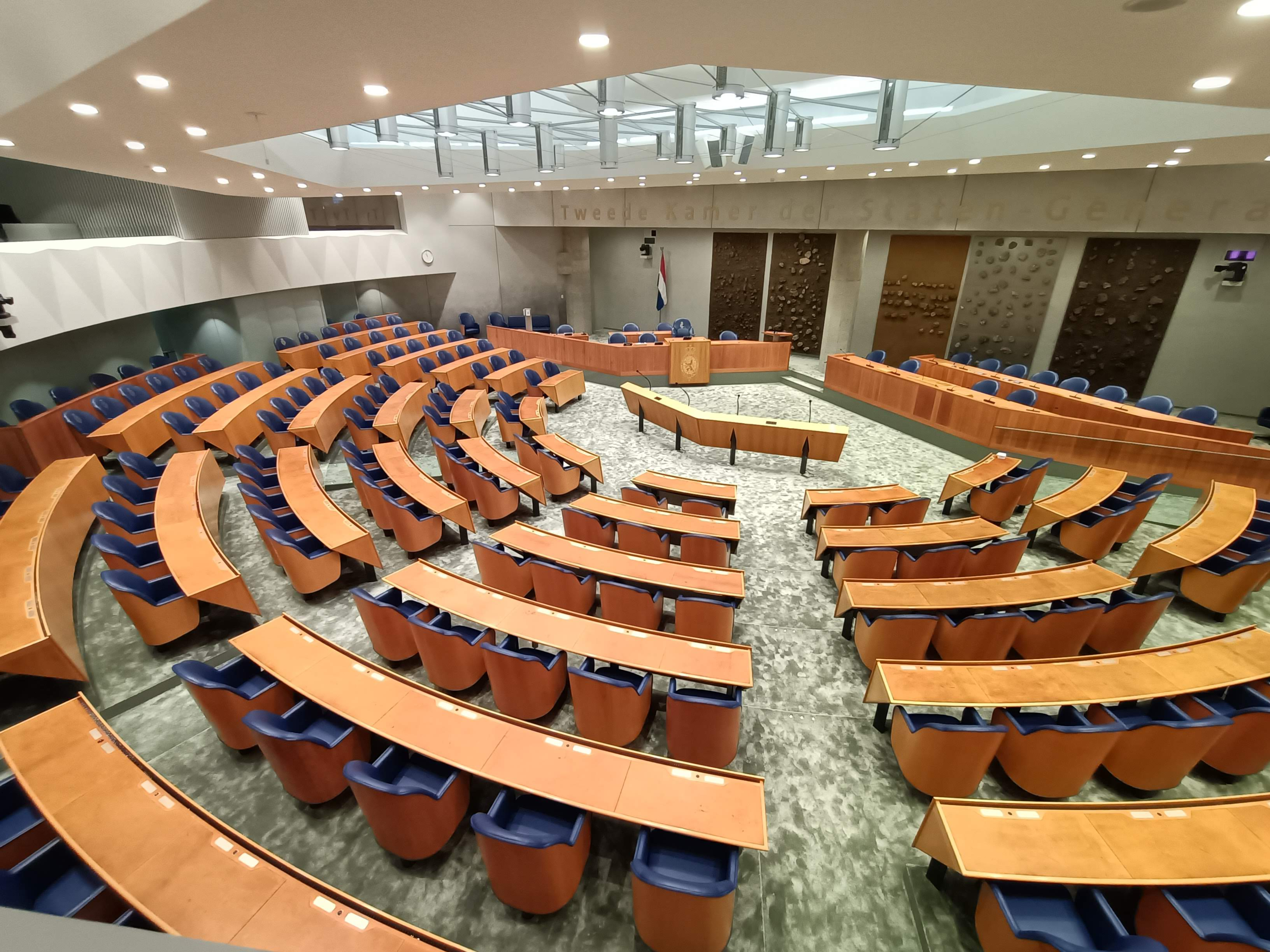
De tijdelijke vergaderzaal van de Tweede Kamer aan de Bezuidenhoutseweg 67

## Gebouw
De Tweede Kamer vergadert in het Tweede Kamergebouw aan het Plein in Den Haag. Sinds het ontstaan van het Koninkrijk der Nederlanden tot in 1992 vonden de zittingen plaats in de Oude Zaal, de oorspronkelijke balzaal van het stadhouderlijk paleis. In 1992 betrok de Tweede Kamer de nieuwe vergaderzaal van de Tweede Kamer.
Tijdens de renovatie van het Binnenhof, vanaf september 2021, gebruikt de Tweede Kamer Bezuidenhoutseweg 67, het voormalige gebouw van het ministerie van Buitenlandse Zaken, voor haar vergaderingen. In dit gebouw is een zaal gerealiseerd die veel lijkt op die in het Tweede Kamergebouw op het Binnenhof.

## Historische zetelverdeling (1946 - heden)

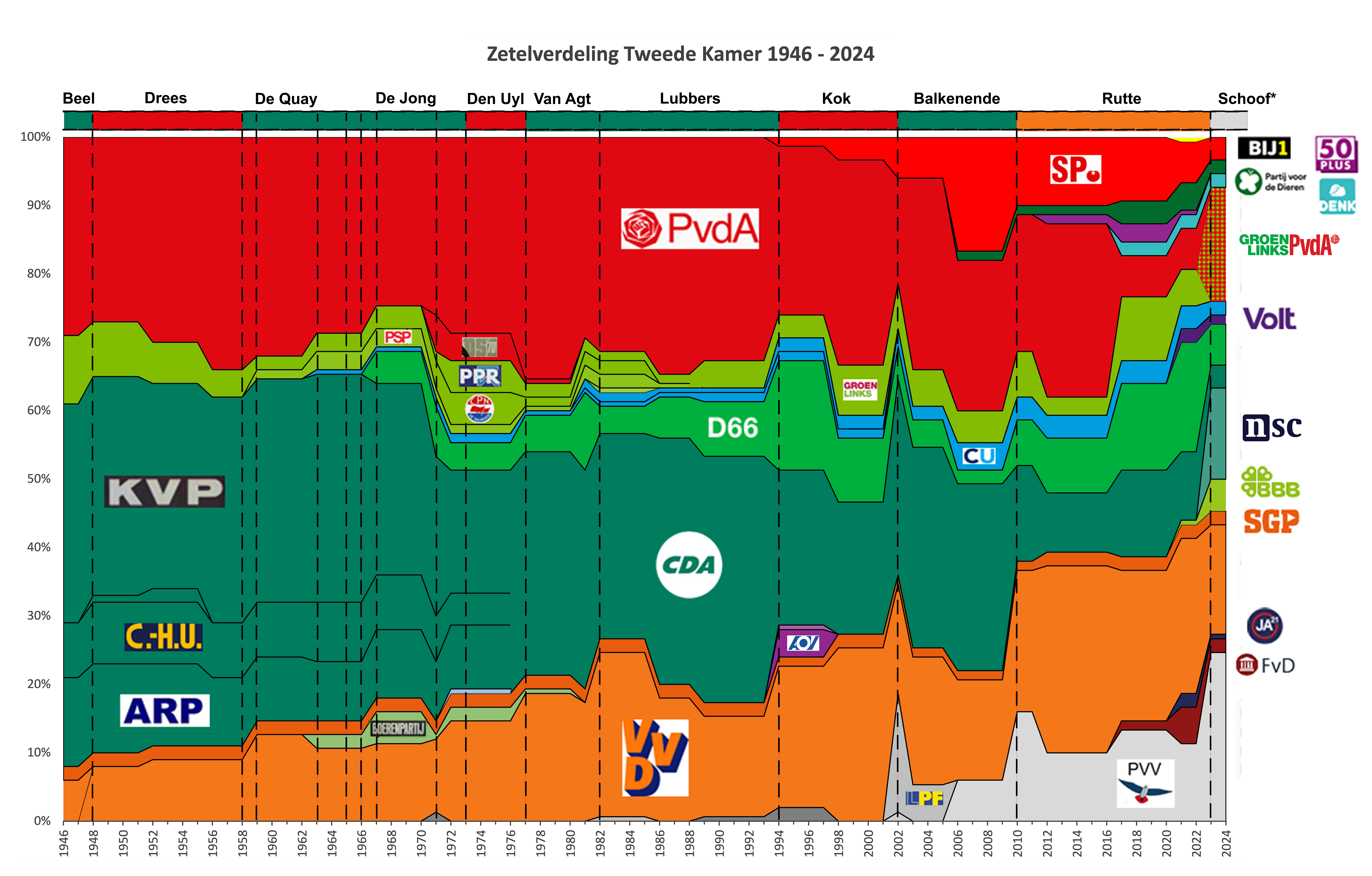
De historische zetelverdeling van de Nederlandse Tweede Kamer 1946-2024. De lijst boven de grafiek toont de minister-president met de kleur van diens partij zoals in de grafiek. *Minister-President Dick Schoof is de partijloze voorzitter van de ministerraad.